# Wilhelm (margrabia Baden-Baden)
Wilhelm (ur. 30 lipca 1593 r. w Baden, zm. 22 maja 1677 r. tamże) – margrabia Baden-Baden od 1622 r. z dynastii Zähringen.

## Życiorys

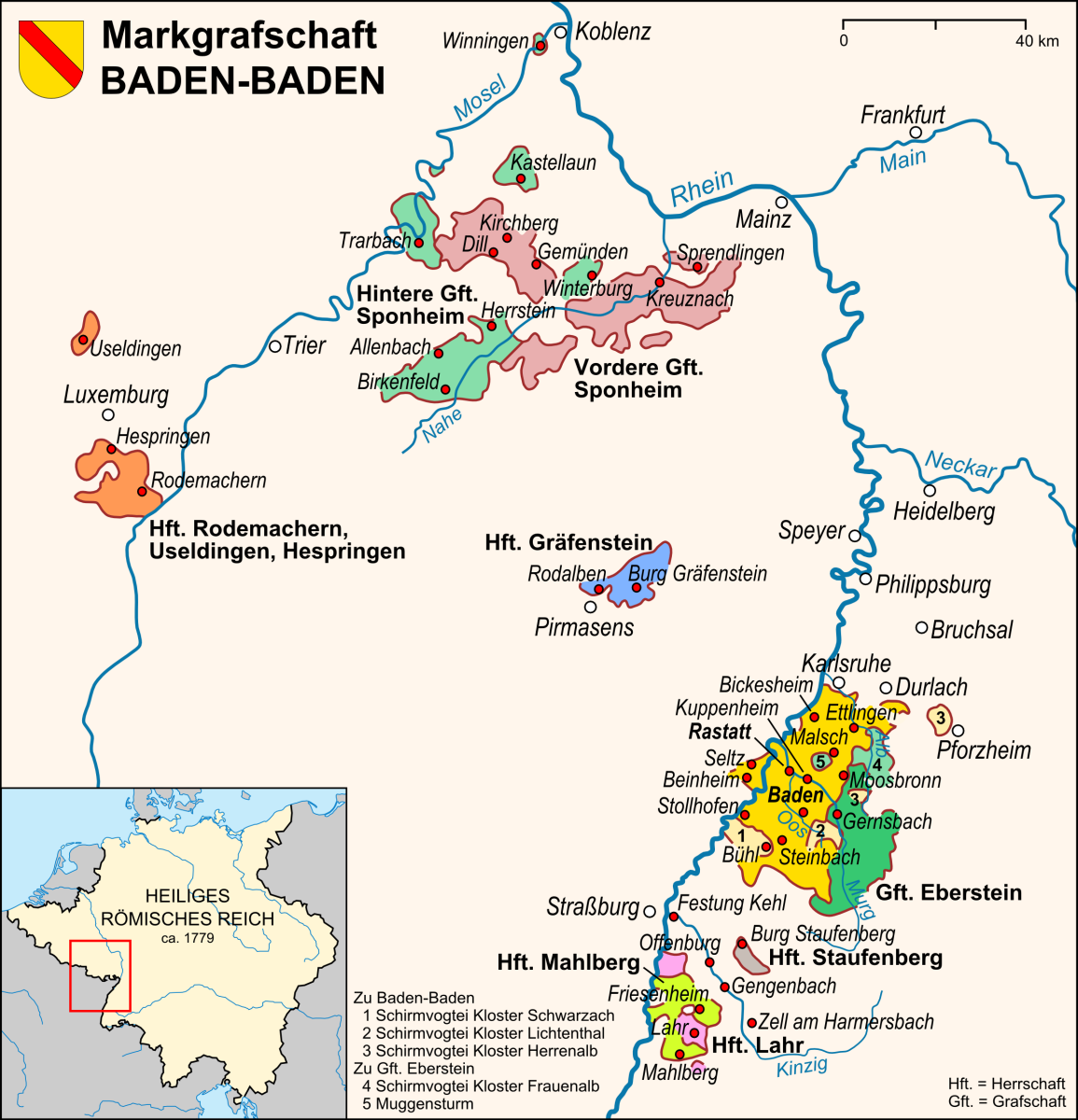
Ziemie margrabiów Baden-Baden od XVI do XVIII w., po lewej w kolorze pomarańczowym część terytorium wydzielona margrabiom Badenii-Rodemachern

Wilhelm był najstarszym synem Edwarda Fortunata, margrabiego Baden-Baden, oraz Marii, córki Jobsta van der Eicken, gubernatora Bredy. Wkrótce po narodzinach Wilhelma jego ojciec utracił większość swego księstwa – z uwagi na ogromne zadłużenie zostało przekazane w zarząd margrabiemu Badenii-Durlach Ernestowi Fryderykowi, pozostawiono mu jedynie ziemie na lewym brzegu Renu. Także po śmierci Edwarda Fortunata jego ziemie pozostawały pod władzą margrabiów Badenii-Durlach. Powoływali się oni przy tym na brak praw Wilhelma do tronu z uwagi na jego pochodzenie ze związku morganatycznego. Starania opiekunów Wilhelma, a potem jego samego o odzyskanie ojcowizny, długo pozostawały bez skutku.
Sytuację zmieniła klęska margrabiego Badenii-Durlach Jerzego Fryderyka w bitwie pod Wimpfen w 1622 r. Syn pokonanego przez wojska cesarskie protestanckiego księcia z Durlach został zmuszony do oddania Wilhelmowi dóbr należących niegdyś do jego ojca, a także do rekompensaty wszelkich strat, jakie zostały poniesione podczas okupacji jego księstwa. Trwała wojna trzydziestoletnia i już w 1631 r. po bitwie pod Breitenfeld pod naciskiem napierających Szwedów Wilhelm musiał uchodzić ze swego księstwa. W 1634 r., po bitwie pod Nördlingen odzyskał swoje księstwo, przejął władzę także w margrabstwie Badenii-Durlach, które zajmował aż do pokoju westfalskiego. W 1666 r. odzyskał także dawne dobra margrabiów Baden-Baden w okolicach Luksemburga.
Wychowany na dworze habsburskiego namiestnika Niderlandów Albrechta VII Habsburga także potem pozostawał w bliskich kontaktach z władcami z rodu Habsburgów. W okresie 1631–1634 walczył po stronie cesarskiej, był też członkiem tajnej rady cesarza oraz otrzymał inne godności na jego dworze. Ważnym aspektem jego rządów w księstwie były energiczne i skuteczne działania w celu jego rekatolizacji (po kilkudziesięcioletnim okresie rządów protestanckich margrabiów z Durlach). Korzystał przy tym z pomocy przede wszystkim jezuitów i kapucynów. M.in. w 1642 r. ufundował kolegium jezuickie w Baden, a potem kolejne, w Ettlingen. Oddał też jezuitom edukację w swoim księstwie. Dzięki sprawnej polityce gospodarczej odbudował księstwo po zniszczeniach wojennych. 

## Rodzina
Wilhelm był dwukrotnie żonaty. Pierwszą żoną była Katarzyna (ok. 1610–1640), córka Jana Jerzego, hrabiego Hohenzollern-Hechingen. Para miała czternaścioro dzieci:
- Ferdynand Maksymilian (1625–1669), ojciec Ludwika Wilhelma, następcy Wilhelma jako margrabiego Baden-Baden,
- Leopold Wilhelm (1626–1671), feldmarszałek w służbie cesarskiej,
- Filip Zygmunt (1627–1646),
- Wilhelm Krzysztof (1628–1649),
- Herman Wilhelm Krzysztof (1627–1691), feldmarszałek w służbie cesarskiej,
- Bernard (1629–1648),
- Izabela Eugenia Klara (1630–1632),
- Katarzyna Franciszka (1631–1691),
- Klaudia (1633–163?),
- Henrietta (1634–163?),
- Anna (1634–1708),
- Maria (1636–1636),
- Franciszek (1637–1637),
- Maria Juliana (1638–1638).

Drugą żoną Wilhelma była od 1750 r. Maria Magdalena (1619–1688), córka Ernesta, hrabiego Oettingen-Baldern. Z tego związku pochodziło pięcioro dzieci:
- Filip Franciszek Wilhelm (1652–1655),
- Maria Anna Wilhelmina (1655–1702), żona księcia Ferdynanda Augusta Lobkowicza,
- Karol Bernard (1657–1678),
- Ewa,
- Maria.